# Klassifizierender Raum einer Kategorie
In der Mathematik ist der klassifizierende Raum einer Kategorie ein Begriff aus der algebraischen Topologie, der den Begriff des klassifizierenden Raums einer diskreten Gruppe verallgemeinert.

## Nerv einer Kategorie
Der Nerv {\displaystyle N({\mathcal {C}})} einer kleinen Kategorie {\displaystyle {\mathcal {C}}} ist der Simplizialkomplex, dessen {\displaystyle 0}- und {\displaystyle 1}-Simplizes den Objekten bzw. Morphismen in {\displaystyle {\mathcal {C}}} entsprechen und dessen {\displaystyle k}-Simplizes den komponierbaren {\displaystyle k}-Tupeln von Morphismen {\displaystyle A_{0}\to A_{1}\to \ldots \to A_{k-1}\to A_{k}} entsprechen. Die Randabbildung {\displaystyle d_{i}} bildet den {\displaystyle A_{0}\to A_{1}\to \ldots A_{i-1}\to A_{i}\to A_{i+1}\to \ldots \to A_{k-1}\to A_{k}} entsprechenden {\displaystyle k}-Simplex auf den {\displaystyle A_{0}\to A_{1}\to \ldots A_{i-1}\to A_{i+1}\to \ldots \to A_{k-1}\to A_{k}} entsprechenden {\displaystyle (k-1)}-Simplex ab.

## Klassifizierender Raum einer Kategorie
Der Klassifizierende Raum {\displaystyle B{\mathcal {C}}} einer Kategorie {\displaystyle {\mathcal {C}}} ist die geometrische Realisierung ihres Nervs {\displaystyle N({\mathcal {C}})}.
Beispiel: Eine Gruppe ist eine Kategorie mit einem Objekt, die Gruppenelemente entsprechen den Morphismen, die Gruppenmultiplikation der Komposition von Morphismen. Der klassifizierende Raum dieser Kategorie ist der klassifizierende Raum der Gruppe mit der diskreten Topologie.